# تمدن مولو

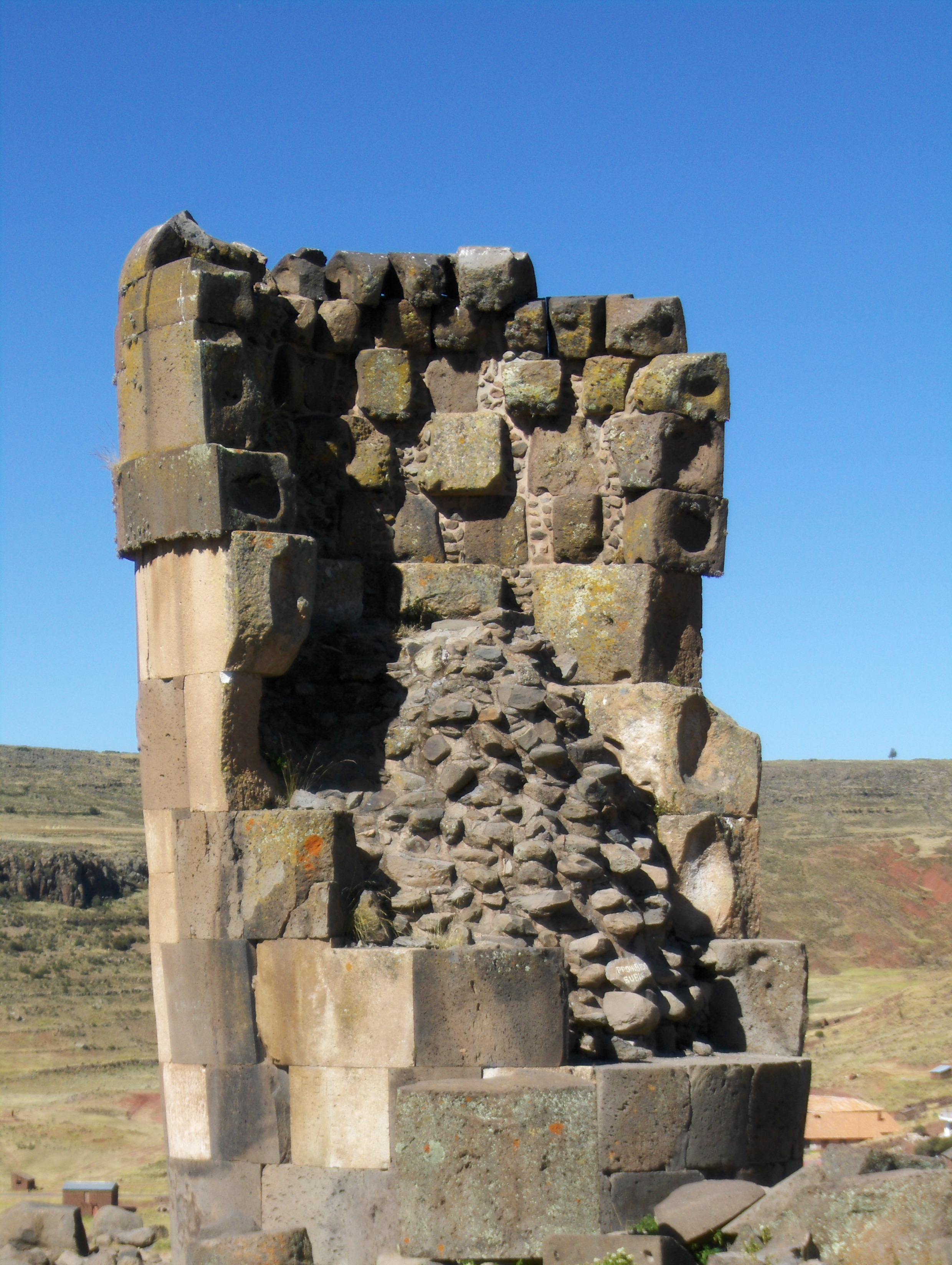
یک ستون سنگی در مجاورت دریاچه تیتیکاکا در پرو.

تمدن مولو یا سنت فرهنگی مولو به دوره‌ای از حاکمیت مولوها در بولیوی مربوط می‌شود که پس از سقوط تیاهواناکو در خلال سال‌های ۱۰۰۰ تا ۱۵۰۰ میلادی اتفاق افتاد. پیشرفت مولوها پیش از شکل گیری تمدن عظیم اینکا حاصل شد. فرهنگ مولو تاثیرپذیری و دنباله‌روی از فرهنگ تیواناکو که پیش از آن‌ها بودند را بویژه در ساخت هرم و معماری نشان می‌داد. قوم مولو جگوار را پرستش می‌نمود.